# Norma prawna precedensu
Wyrok sądowy może zostać poddany próbie sprowadzenia go do normy prawnej o charakterze generalno-abstrakcyjnym. 

## Istota normy prawnej wyroku sądowego
Zależy od systemu prawnego w którym wyrok został wydany.
W systemie kontynentalnym, dla potrzeb interpretacji i wykładni prawa, zwykło się sprowadzać wyrok sądowy do normy prawnej przypominającej swoją postacią normę prawa stanowionego ("normę ustawową"). Sąd, wydając wyrok w konkretniej sprawie, dokonuje bowiem interpretacji przepisów prawa, formułując przy tym nową, bardziej szczegółową od zawartej w tych przepisach, normę prawną. O tym fakcie dowiadujemy się z treści uzasadnienia wyroku, gdzie propozycja takiej nowej normy została podana jak wyjaśnienie podstawy prawnej zapadłego rozstrzygnięcia. Taka też nowa norma prawna jest kwalifikowana później jako teza wyroku i wykorzystywana przy rozstrzyganiu innych spraw w przyszłości.
Z kolei w systemie common law, w prawie case law, uzasadnienie precedensowego wyroku sądowego może zarówno zawierać propozycje ogólnej normy prawnej, na podstawie której rozstrzygnięto sprawę precedensową, i która później mogłaby posłużyć jako podstawa prawna dla spraw przyszłych, jak i nie zawierać takich propozycji. W sytuacji pierwszej norma wyroku anglosaskiego przypomina swą postacią normę wyroku sądu w kontynentalnym systemie prawa i jest zwana ruling, holding lub ratio decidendi. Z tym jednak zastrzeżeniem, że jest ona z jednej strony wiążącą, a z drugiej podlega distinguishing i overruling. Natomiast w razie braku zamieszczenia takiej normy w uzasadnieniu precedensowego wyroku, może być ona "wywnioskowana" na podstawie faktów sprawy precedensowej i jej wyniku. 